# Orlandus Wilson
Orlandus Wilson, né le 27 août 1917 à Norfolk en Virginie et mort le 31 décembre 1998 à Neuilly-sur-Seine, était l'un des membres les plus anciens du Golden Gate Quartet et la basse de la formation,.
Il rejoint les Golden Gate Jubilee Singers en 1934 qu'il ne quittera que 64 ans plus tard en octobre 1998. Hormis une interruption en 1944, alors qu'il est enrôlé dans l'armée et un temps remplacé par Cliff Givens, Wilson fut l'élément pivot du quatuor. Il dirigea la formation et fournit la majorité des arrangements et quelques compositions,,,. Il est rapporté que son sens du rythme apporta au groupe « jump, glide, bounce and swing » (saut, glisse, rebond et swing).
En 1958, il s'installa à Paris avec le groupe, et y mourut en 1998. Il resta en activité presque jusqu'à sa mort.